# Jennifer Lopez
Jennifer Lynn Lopez (født 24. juli 1969), med kælenavnet J.Lo, er en amerikansk skuespillerinde, sangerinde, sangskriver, danser og modedesigner. Lopez brød igennem med singlen "If You Had My Love" fra debutalbummet On the 6 i 1999, og fik yderligere succes med hendes andet album J.Lo (2001), der har solgt næsten otte millioner eksemplarer på verdensplan. Det anslås at hun har solgt over 55 millioner plader på verdensplan. Lopez har ved siden af musikkarrieren medvirket i adskillige spillefilm, herunder The Wedding Planner (2001), Maid in Manhattan (2002), Shall We Dance? (2004), Monster-in-Law (2005) og The Back-Up Plan (2010).
Hun er ifølge erhvervsmagasinet Forbes den rigeste latin-amerikaner i Hollywood. Lopez er i øjeblikket aktuel i American Idol, der kører på tiende sæson, hvor hun udgør en tredjedel af dommertrioen Lopez, Steven Tyler og Randy Jackson.
Hun startede som danser på forskellige rap-sangers musikvideoer. I 1993 var hun med i Janet Jacksons musikvideo That's the Way Love Goes. Hun fik sin gennembrud som skuespiller i 1995 i filmen Money Train, hvor hun blandt andet spillede sammen med Wesley Snipes. Hun spillede hovedrollen i 1997 i filmen Selena. Hun har spillet med i de anmelderroste film: Out of Sight, The Cell, og An Unfinished Life.

## Privat
I mere end femten år har Lopez personlige liv tiltrukket sig stor opmærksomhed i medierne. Fra d. 22. februar 1997 til januar 1998 var hun gift med cubanske tjener Ojani Noa. Efter deres korte ægteskab har Lopez udholdt juridiske problemer vedrørende Noa. Hun sagsøgte ham for at forhindre ham i at udgive en bog om deres ægteskab i april 2006, for at hindre ham i, at overtrådt deres aftale om fortrolighed. Det følgende år, en af retten udpeget voldgiftsmand, udstedt et permanent påbud, som forbyder Noa at "kritisere, nedgøre, sætte i et negativt lys eller på anden måde nedsættende" om Lopez. Hun blev tildelt $545,000 i skadeserstatning, og Noa blev beordret til at aflevere alle kopier af materialer i forbindelse med bogen til Lopez eller hendes advokat.
Mens han arbejdede på sit første album On the 6, begyndte Lopez at date pladeproducer og rapper Sean Combs. Den 27. december 1999 blev parret anholdt, sammen med to andre i forbindelse med et skyderi udenfor Times Square Club i New York. De blev sigtet for kriminel besiddelse af et våben samt tyvekoster. Lopez blev hurtigt frikendt, for ikke have haft noget at gøre med forbrydelsen. Dog blev Combs anklaget og tiltalt af en Manhattan grand jury. Efter at have forladt Combs, udviklede Lopez et forhold med den tidligere back-up danser Cris Judd, med hvem hun var gift med fra d. 29. september 2001 til juni 2002. Efter sin anden skilsmisse, hun begyndte en højt profileret forhold med skuespiller og instruktør Ben Affleck, som hun blev forlovet i november 2002. Medierne begyndte at henvise til dem som "Bennifer", og de blev en fremtrædende superpar i medierne og i populær kultur. Bennifer blev et populært udtryk, som til sidst blev optaget i ordbøger og neologismeordbøger som bemærkelsesværdig, da navneblandingen startede tendensen, så andre kendispar at have en kombination af deres fornavne. Parret udskød deres bryllup på ubestemt tid en dag før den planlagte ceremoni i september 2003, og citerer mediernes indblanding ved begivenheden som årsag.
Efter hendes brud med Affleck i januar 2004, begyndte Lopez at date sin ven Marc Anthony (født som Marco Antonio Muñiz). Parret blev gift i juni samme år. To mænd forsøgte at få løsepenge for en privat bryllupvideo, der blev stjålet fra parret, på en million dollars; men de blev i Manhattan Criminal Court anklaget for sammensværgelse, tyveri og besiddelse af tyvekoster. Den 7. november 2007 under den sidste aften af deres tour, bekræftede Lopez og Anthony officielt, at de ventede deres første barn. Meddelelsen endte måneders spekulationer om graviditeten Hendes far bekræftet, at parret ventede tvillinger, og afslører, at det lå til familien: "Min søster havde også tvillinger, så det er en arvelig ting".
Lopez fødte en søn, Maximilian David og en datter, Emme Maribel på Long Island i New York den 22. februar 2008. Tre år senere i juli 2011, annoncerede parret deres brud, og Anthony ansøgte om skilsmisse i april 2012. Siden oktober 2011 har Lopez været i et forhold med hende tidligere back-up danser Casper Smart. Lopez har udtalt: "Jeg har en utraditionel familie. Mig som enlig mor, deres far bor ikke hjemme med dem. De har tre stedbrødre med to andre mødre ... det er ikke traditionelt".
I April 2021 fandt Jennifer sammen med Ben Affleck igen og de blev senere hen gift i Las Vegas, Nevada den 16. Juli 2022, omgivet af den nærmeste famile og nogle få venner.

## Diskografi
- On the 6 (1999)
- J.Lo (2001)
- This Is Me... Then (2002)
- Rebirth (2005)
- Como Ama una Mujer (2007)
- Brave (2007)
- Love? (2011)
- A.K.A. (2014)
- Por Primera Vez (2018)[27][28]
- This Is Me... Now (2024)

## Filmografi

### Som skuespiller
| År   | Titel                                | Rolle               | Noter          |
| ---- | ------------------------------------ | ------------------- | -------------- |
| 1987 | My Little Girl                       | Myra                |                |
| 1993 | Lost in the Wild                     | Rosie Romero        |                |
| 1995 | My Family                            | Young Maria         |                |
| 1995 | Money Train                          | Grace Santiago      |                |
| 1996 | Jack                                 | Miss Marquez        |                |
| 1997 | Blood and Wine                       | Gabriella           |                |
| 1997 | Selena                               | Selena Quintanilla  |                |
| 1997 | Anaconda                             | Terri Flores        |                |
| 1997 | U Turn                               | Grace McKenna       |                |
| 1998 | Out of Sight                         | Karen Sisco         |                |
| 1998 | Antz                                 | Azteca              | Kun som stemme |
| 2000 | The Cell                             | Catherine Deane     |                |
| 2001 | The Wedding Planner                  | Mary Fiore          |                |
| 2001 | Angel Eyes                           | Sharon Pogue        |                |
| 2002 | Enough                               | Slim Hiller         |                |
| 2002 | Storbyens små mirakler               | Marisa Ventura      |                |
| 2003 | Gigli                                | Ricki               |                |
| 2004 | Jersey Girl                          | Gertrude            |                |
| 2004 | Shall We Dance                       | Paulina             |                |
| 2005 | Monster-in-Law                       | Charlotte Cantilini |                |
| 2005 | An Unfinished Life                   | Jean Gilkyson       |                |
| 2006 | Bordertown                           | Lauren Adrian       |                |
| 2007 | El Cantante                          | Puchi               |                |
| 2010 | The Back-Up Plan                     | Zoe                 |                |
| 2012 | What To Expect When You're Expecting | Holly               |                |
| 2012 | Ice Age 4: På gyngende grund         | Shira               | Stemme         |
| 2013 | Parker                               | Leslie Rogers       |                |
| 2015 | The Boy Next Door                    | Claire Peterson     |                |
| 2019 | Hustlers                             |                     |                |
| 2022 | Marry Me                             | Kat Valdez          |                |
| 2022 | Shotgun Wedding                      | Darcy               |                |
| 2023 | The Mother                           | The Mother          |                |

### Som en personlighed
| År   | Titel                 | Rolle            | Noter          |
| ---- | --------------------- | ---------------- | -------------- |
| 2007 | Manufacturing Dissent | Sig selv (cameo) | Dokumentarfilm |
| 2007 | Feel the Noise        | Sig selv (cameo) |                |
| 2013 | Sellebrity            | Sig selv         |                |